# Lepidiota microlepida
Lepidiota microlepida är en skalbaggsart som beskrevs av Moser 1913. Lepidiota microlepida ingår i släktet Lepidiota och familjen Melolonthidae. Inga underarter finns listade i Catalogue of Life.